# Азиатска банка за развитие
Азиатската банка за развитие (на английски: Asian Development Bank) е регионална банка за развитие, създадена на 22 август 1966 г. за насърчаване на икономическото и социалното развитие в Азия и Тихоокеанския басейн чрез заеми и техническа помощ.
В нея членуват 67 държави (към 2 февруари 2007 г.) – 48 от региона и 19 от други части на света. Нейната мисия е да помогне на своите развиващите се страни членки за намаляване на бедността и подобряване на качеството на живот на своите граждани.
Базирана е в Манила, Филипините.

## Основни проекти
- Трансафганистански тръбопровод
- Проект за помощ при извънредни ситуации – земетресения и цунами, в Индонезия
- Регионална програма за района на река Меконг
- Стратегическо партньорство на частния сектор за борба с бедността във Филипините